# Вардавар
Вардавар или вартавар (на арменски: Վարդավառ) е арменски фестивал, в който хора от всякакви социални групи се поливат с вода.

## Произход
Произходът на празника е езически. Свързва се с богинята на водата, красотата, любовта и плодородието Астхик. Тържествата, свързани с почитането на богиня Астхик, се наричат Вартавар, защото арменците ѝ поднасят рози (варт означава „роза“, а вар е „издигам се“). Така се отбелязва времето за прибиране на реколтата.

## Фестивал
Фестивалът се отбелязва всяка година на 98-ия ден (14-а седмица) след Възкресение Христово. През деня хората могат да поливат вода дори и непознати на обществени места. Случва се да бъдат изливани кофи с вода от балконите върху преминаващи хора. Фестивалът е изключително популярен сред децата. Също така е възможност за разхлаждане в горещите летни дни на юли или края на юни.
| Година | Дата   |
| ------ | ------ |
| 2020   | 19 юли |
| 2019   | 28 юли |
| 2018   | 8 юли  |
| 2017   | 23 юли |
| 2016   | 3 юли  |
| 2015   | 12 юли |
| 2014   | 27 юли |
| 2013   | 7 юли  |
| 2012   | 15 юли |
| 2011   | 31 юли |
| 2010   | 11 юли |